# Caroline Agnou
Caroline Agnou (Olten, 26 maggio 1996) è una multiplista svizzera.

## Carriera
Nata da padre tedesco e madre beninese, Agnou esordisce internazionalmente con la nazionale svizzera nel 2014. Nel 2015 prende parte al suo primo mondiale di atletica.

## Palmarès
| Anno | Manifestazione    | Sede       | Evento     | Risultato | Prestazione | Note                                   |
| ---- | ----------------- | ---------- | ---------- | --------- | ----------- | -------------------------------------- |
| 2014 | Mondiali juniores | Eugene     | Eptathlon  | 11ª       | 5.486 p.    |                                        |
| 2015 | Europei juniores  | Eskilstuna | Eptathlon  | Oro       | 6.123 p.    | Miglior prestazione nazionale under 20 |
| 2015 | Mondiali          | Pechino    | Eptathlon  | 22ª       | 5.866 p.    |                                        |
| 2017 | Europei indoor    | Belgrado   | Pentathlon | 13ª       | 4.169 p.    |                                        |
| 2017 | Europei under 23  | Bydgoszcz  | Eptathlon  | Oro       | 6.330 p.    | Record nazionale                       |
| 2017 | Mondiali          | Londra     | Eptathlon  | 21ª       | 6.001 p.    |                                        |
| 2018 | Mondiali indoor   | Birmingham | Pentathlon | 10ª       | 4.397 p.    |                                        |
| 2019 | Universiadi       | Napoli     | Eptathlon  | Bronzo    | 5.844 p.    |                                        |